# Olympische Winterspiele 2010/Eishockey (Frauen)/Kader
Die Kader des olympischen Eishockeyturniers der Frauen 2010, das vom 13. bis zum 25. Februar 2010 im kanadischen Vancouver ausgetragen wurde, bestanden aus insgesamt 168 Spielerinnen in acht Mannschaften. Jedes Team nominierte ein Aufgebot von 21 Spielerinnen, das aus drei Torhüterinnen, sechs oder sieben Verteidigerinnen und elf oder zwölf Angreiferinnen bestand.
Im Folgenden sind die Kader der Teams, nach Gruppen sortiert, ebenso aufgelistet wie der jeweilige Trainerstab und weitere Offizielle.

## Legende
| Allgemein   |                                                     |                                                     |                                                     |
| Nr.         | Trikotnummer der Spielerin                          | Trikotnummer der Spielerin                          | Trikotnummer der Spielerin                          |
| Pos.        | Position der Spielerin                              | F                                                   | Angreiferin                                         |
| Pos.        | Position der Spielerin                              | D                                                   | Verteidigerin                                       |
| Team (Liga) | Vereinsmannschaft (und Liga) zu Beginn des Turniers | Vereinsmannschaft (und Liga) zu Beginn des Turniers | Vereinsmannschaft (und Liga) zu Beginn des Turniers |

| Statistiken   |               |            |                           |
| Feldspielerin | Feldspielerin | Torhüterin | Torhüterin                |
| Sp            | Spiele        | S          | Siege                     |
| T             | Tore          | N          | Niederlagen               |
| V             | Vorlagen      | OTN        | Niederlagen nach Overtime |
| Pkt           | Scorerpunkte  | Min        | gespielte Minuten         |
| SM            | Strafminuten  | GT         | Gegentore                 |
| +/−           | Plus/Minus    | SO         | Shutouts                  |
|               |               | Sv%        | Fangquote                 |
|               |               | GTS        | Gegentorschnitt           |

## Gruppe A

### Kanada
| Feldspielerinnen | Feldspielerinnen        | Feldspielerinnen | Feldspielerinnen | Feldspielerinnen | Feldspielerinnen | Feldspielerinnen | Feldspielerinnen | Feldspielerinnen | Feldspielerinnen | Feldspielerinnen                       |
| Nr.              | Name                    | Pos.             | Geburtsdatum     | Sp               | T                | V                | Pkt              | SM               | +/−              | Team                                   |
| ---------------- | ----------------------- | ---------------- | ---------------- | ---------------- | ---------------- | ---------------- | ---------------- | ---------------- | ---------------- | -------------------------------------- |
| 2                | Meghan Agosta           | F                | 12. Feb. 1987    | 5                | 9                | 6                | 15               | 2                | +14              | Mercyhurst College (CHA)               |
| 10               | Gillian Apps            | F                | 2. Nov. 1983     | 5                | 3                | 4                | 7                | 2                | +10              | Brampton Thunder (CWHL)                |
| 25               | Tessa Bonhomme          | D                | 23. Juli 1985    | 5                | 2                | 2                | 4                | 0                | +12              | Hockey Canada                          |
| 17               | Jennifer Botterill      | F                | 1. Mai 1979      | 5                | 0                | 2                | 2                | 0                | +7               | Mississauga Chiefs (CWHL)              |
| 16               | Jayna Hefford – A       | F                | 14. Mai 1977     | 5                | 5                | 7                | 12               | 8                | +15              | Brampton Thunder (CWHL)                |
| 21               | Haley Irwin             | F                | 6. Juni 1988     | 5                | 4                | 1                | 5                | 4                | +8               | University of Minnesota Duluth (WCHA)  |
| 6                | Rebecca Johnston        | F                | 24. Sep. 1989    | 5                | 1                | 5                | 6                | 2                | +9               | Cornell University (ECAC)              |
| 4                | Becky Kellar            | D                | 1. Jan. 1975     | 5                | 0                | 4                | 4                | 6                | +14              | Burlington Barracudas (CWHL)           |
| 27               | Gina Kingsbury          | F                | 26. Nov. 1981    | 5                | 2                | 1                | 3                | 6                | +5               | Hockey Canada                          |
| 3                | Carla MacLeod           | D                | 16. Juni 1982    | 5                | 2                | 3                | 5                | 2                | +13              | Hockey Canada                          |
| 12               | Meaghan Mikkelson       | D                | 4. Jan. 1985     | 5                | 0                | 0                | 0                | 2                | +11              | Edmonton Chimos (WWHL)                 |
| 13               | Caroline Ouellette – A  | F                | 25. Mai 1979     | 5                | 2                | 9                | 11               | 2                | +12              | Stars de Montréal (CWHL)               |
| 7                | Cherie Piper            | F                | 29. Juni 1981    | 5                | 5                | 5                | 10               | 0                | +12              | Hockey Canada                          |
| 29               | Marie-Philip Poulin     | F                | 28. März 1991    | 5                | 5                | 2                | 7                | 2                | +7               | Dawson College (RSEQ)                  |
| 5                | Colleen Sostorics       | D                | 17. Dez. 1979    | 5                | 1                | 5                | 6                | 2                | +13              | Hockey Canada                          |
| 26               | Sarah Vaillancourt      | F                | 8. Mai 1985      | 5                | 3                | 5                | 8                | 6                | +7               | Hockey Canada                          |
| 18               | Catherine Ward          | D                | 27. Feb. 1987    | 5                | 2                | 2                | 4                | 4                | +15              | McGill University (RSEQ)               |
| 22               | Hayley Wickenheiser – C | F                | 12. Aug. 1978    | 5                | 2                | 9                | 11               | 0                | +14              | Eskilstuna Linden (Schwed. Division 1) |

| Torhüterinnen | Torhüterinnen    | Torhüterinnen | Torhüterinnen | Torhüterinnen | Torhüterinnen | Torhüterinnen | Torhüterinnen | Torhüterinnen | Torhüterinnen | Torhüterinnen | Torhüterinnen | Torhüterinnen                   |
| Nr.           | Name             | Geburtsdatum  | Sp            | S             | N             | OTN           | Min           | GT            | SO            | Sv%           | GTS           | Team                            |
| ------------- | ---------------- | ------------- | ------------- | ------------- | ------------- | ------------- | ------------- | ------------- | ------------- | ------------- | ------------- | ------------------------------- |
| 32            | Charline Labonté | 15. Okt. 1982 | 1             | 0             | 0             | 0             | 20:00         | 1             | 0             | 88,89         | 3,00          | McGill University (RSEQ)        |
| 33            | Kim St-Pierre    | 14. Dez. 1978 | 2             | 2             | 0             | 0             | 100:00        | 0             | 1             | 100,00        | 0,00          | Stars de Montréal (CWHL)        |
| 1             | Shannon Szabados | 6. Aug. 1986  | 3             | 3             | 0             | 0             | 180:00        | 1             | 2             | 98,04         | 0,33          | Grant MacEwan University (ACAC) |

| Offizielle       | Offizielle | Offizielle      | Offizielle    |
| Funktion         | Nat.       | Name            | Geburtsdatum  |
| ---------------- | ---------- | --------------- | ------------- |
| Cheftrainerin    | Kanada     | Melody Davidson | 22. Dez. 1963 |
| Assistenztrainer | Kanada     | Peter Smith     | 27. März 1953 |
| Assistenztrainer | Kanada     | Doug Lidster    | 18. Okt. 1960 |

### Schweden
| Feldspielerinnen | Feldspielerinnen       | Feldspielerinnen | Feldspielerinnen | Feldspielerinnen | Feldspielerinnen | Feldspielerinnen | Feldspielerinnen | Feldspielerinnen | Feldspielerinnen | Feldspielerinnen           |
| Nr.              | Name                   | Pos.             | Geburtsdatum     | Sp               | T                | V                | Pkt              | SM               | +/−              | Team                       |
| ---------------- | ---------------------- | ---------------- | ---------------- | ---------------- | ---------------- | ---------------- | ---------------- | ---------------- | ---------------- | -------------------------- |
| 10               | Emilia Andersson       | D                | 31. Aug. 1988    | 5                | 0                | 1                | 1                | 4                | −3               | Segeltorps IF (Riksserien) |
| 23               | Gunilla Andersson      | D                | 26. Apr. 1975    | 5                | 0                | 2                | 2                | 4                | −4               | Segeltorps IF (Riksserien) |
| 4                | Jenni Asserholt – A    | D                | 8. Apr. 1988     | 5                | 1                | 0                | 1                | 4                | −5               | Linköping HC (Riksserien)  |
| 22               | Emma Eliasson          | D                | 12. Juni 1989    | 5                | 0                | 2                | 2                | 6                | −7               | Brynäs IF (Riksserien)     |
| 9                | Tina Enström           | F                | 23. Feb. 1991    | 5                | 1                | 0                | 1                | 2                | −5               | MODO Hockey (Riksserien)   |
| 2                | Elin Holmlöv           | F                | 5. Aug. 1987     | 5                | 1                | 3                | 4                | 2                | −3               | Segeltorps IF (Riksserien) |
| 8                | Erika Holst – C        | F                | 8. Apr. 1979     | 5                | 0                | 2                | 2                | 4                | −2               | Segeltorps IF (Riksserien) |
| 12               | Isabelle Jordansson    | F                | 8. März 1991     | 5                | 0                | 3                | 3                | 0                | −4               | AIK Solna (Riksserien)     |
| 19               | Klara Myrén            | F                | 25. Mai 1991     | 5                | 0                | 2                | 2                | 0                | −4               | Leksands IF (Riksserien)   |
| 3                | Frida Nevalainen       | D                | 27. Jan. 1987    | 5                | 0                | 1                | 1                | 6                | −6               | MODO Hockey (Riksserien)   |
| 27               | Emma Nordin            | D                | 22. März 1991    | 5                | 0                | 1                | 1                | 2                | −6               | MODO Hockey (Riksserien)   |
| 11               | Cecilia Östberg        | F                | 15. Jan. 1991    | 5                | 0                | 2                | 2                | 0                | −3               | Leksands IF (Riksserien)   |
| 7                | Maria Rooth – A        | F                | 2. Nov. 1979     | 5                | 1                | 1                | 2                | 0                | −4               | AIK Solna (Riksserien)     |
| 28               | Danijela Rundqvist     | F                | 26. Sep. 1984    | 5                | 2                | 0                | 2                | 2                | −5               | AIK Solna (Riksserien)     |
| 25               | Frida Svedin Thunström | F                | 4. Nov. 1989     | 5                | 0                | 1                | 1                | 6                | −4               | MODO Hockey (Riksserien)   |
| 15               | Katarina Timglas       | F                | 24. Nov. 1985    | 5                | 1                | 0                | 1                | 12               | −4               | AIK Solna (Riksserien)     |
| 13               | Erica Udén Johansson   | F                | 20. Juli 1989    | 5                | 1                | 1                | 2                | 2                | −5               | Segeltorps IF (Riksserien) |
| 16               | Pernilla Winberg       | F                | 24. Feb. 1989    | 5                | 5                | 0                | 5                | 4                | ±0               | Segeltorps IF (Riksserien) |

| Torhüterinnen | Torhüterinnen    | Torhüterinnen | Torhüterinnen | Torhüterinnen | Torhüterinnen | Torhüterinnen | Torhüterinnen | Torhüterinnen | Torhüterinnen | Torhüterinnen | Torhüterinnen | Torhüterinnen                         |
| Nr.           | Name             | Geburtsdatum  | Sp            | S             | N             | OTN           | Min           | GT            | SO            | Sv%           | GTS           | Team                                  |
| ------------- | ---------------- | ------------- | ------------- | ------------- | ------------- | ------------- | ------------- | ------------- | ------------- | ------------- | ------------- | ------------------------------------- |
| 1             | Sara Grahn       | 25. Sep. 1988 | 3             | 1             | 1             | 0             | 153:46        | 8             | 0             | 86,44         | 3,12          | Linköping HC (Riksserien)             |
| 35            | Valentina Lizana | 30. März 1990 | –             | –             | –             | –             | –             | –             | –             | –             | –             | AIK Solna (Riksserien)                |
| 30            | Kim Martin       | 28. Feb. 1986 | 3             | 1             | 2             | 0             | 148:47        | 19            | 1             | 80,00         | 7,66          | University of Minnesota Duluth (WCHA) |

| Offizielle       | Offizielle | Offizielle    | Offizielle    |
| Funktion         | Nat.       | Name          | Geburtsdatum  |
| ---------------- | ---------- | ------------- | ------------- |
| Cheftrainer      | Schweden   | Peter Elander | 1. März 1960  |
| Assistenztrainer | Schweden   | Peter Bolin   | 26. Juni 1961 |

### Schweiz
| Feldspielerinnen | Feldspielerinnen     | Feldspielerinnen | Feldspielerinnen | Feldspielerinnen | Feldspielerinnen | Feldspielerinnen | Feldspielerinnen | Feldspielerinnen | Feldspielerinnen | Feldspielerinnen                      |
| Nr.              | Name                 | Pos.             | Geburtsdatum     | Sp               | T                | V                | Pkt              | SM               | +/−              | Team                                  |
| ---------------- | -------------------- | ---------------- | ---------------- | ---------------- | ---------------- | ---------------- | ---------------- | ---------------- | ---------------- | ------------------------------------- |
| 21               | Laura Benz           | D                | 25. Aug. 1992    | 5                | 0                | 2                | 2                | 2                | +3               | EHC Winterthur (U17-Junioren)         |
| 13               | Sara Benz            | F                | 25. Aug. 1992    | 5                | 1                | 0                | 1                | 2                | ±0               | EHC Winterthur (U17-Junioren)         |
| 10               | Nicole Bullo         | F                | 18. Juli 1987    | 5                | 0                | 0                | 0                | 6                | −2               | HC Lugano (LKA)                       |
| 11               | Angela Frautschi     | D                | 5. Juni 1987     | 5                | 0                | 0                | 0                | 8                | −2               | ZSC Lions Frauen (LKA)                |
| 29               | Melanie Häfliger     | F                | 29. Sep. 1982    | 5                | 0                | 1                | 1                | 2                | +1               | SC Reinach (LKA)                      |
| 20               | Kathrin Lehmann – C  | F                | 27. Feb. 1980    | 5                | 2                | 4                | 6                | 0                | +2               | AIK Solna (Riksserien)                |
| 7                | Darcia Leimgruber    | F                | 19. Mai 1989     | 5                | 1                | 3                | 4                | 8                | ±0               | DHC Langenthal (LKA)                  |
| 6                | Julia Marty – A      | D                | 16. Apr. 1988    | 5                | 0                | 1                | 1                | 2                | −4               | Northeastern University (Hockey East) |
| 9                | Stefanie Marty       | F                | 16. Apr. 1988    | 5                | 9                | 2                | 11               | 6                | +4               | Syracuse University (CHA)             |
| 16               | Christine Meier – A  | F                | 24. Mai 1986     | 5                | 0                | 3                | 3                | 6                | +4               | ZSC Lions Frauen (LKA)                |
| 19               | Rahel Michielin      | F                | 11. Okt. 1990    | 5                | 0                | 0                | 0                | 2                | ±0               | ZSC Lions Frauen (LKA)                |
| 2                | Katrin Nabholz       | F                | 3. Apr. 1986     | 5                | 0                | 0                | 0                | 0                | −4               | ZSC Lions Frauen (LKA)                |
| 18               | Lucrèce Nussbaum     | D                | 7. Okt. 1986     | 5                | 1                | 2                | 3                | 4                | −3               | St. Thomas University (AUS)           |
| 86               | Claudia Riechsteiner | D                | 3. Jan. 1986     | 5                | 0                | 0                | 0                | 0                | −6               | SC Reinach (LKA)                      |
| 63               | Anja Stiefel         | F                | 9. Aug. 1990     | 5                | 0                | 0                | 0                | 0                | −5               | SC Reinach (LKA)                      |
| 92               | Sandra Thalmann      | D                | 18. Dez. 1992    | 5                | 0                | 0                | 0                | 4                | −5               | EHC Basel (U17-Junioren)              |
| 85               | Stefanie Wyss        | D                | 19. Okt. 1985    | 5                | 0                | 0                | 0                | 0                | ±0               | EV Bomo Thun (LKA)                    |
| 93               | Sabrina Zollinger    | F                | 27. März 1993    | 5                | 0                | 0                | 0                | 0                | ±0               | EHC Winterthur (U17-Junioren)         |

| Torhüterinnen | Torhüterinnen      | Torhüterinnen | Torhüterinnen | Torhüterinnen | Torhüterinnen | Torhüterinnen | Torhüterinnen | Torhüterinnen | Torhüterinnen | Torhüterinnen | Torhüterinnen | Torhüterinnen                         |
| Nr.           | Name               | Geburtsdatum  | Sp            | S             | N             | OTN           | Min           | GT            | SO            | Sv%           | GTS           | Team                                  |
| ------------- | ------------------ | ------------- | ------------- | ------------- | ------------- | ------------- | ------------- | ------------- | ------------- | ------------- | ------------- | ------------------------------------- |
| 26            | Sophie Anthamatten | 26. Juli 1991 | –             | –             | –             | –             | –             | –             | –             | –             | –             | EHC Saastal (1. Division RL)          |
| 41            | Florence Schelling | 9. März 1989  | 5             | 3             | 2             | 0             | 301:55        | 16            | 1             | 90,91         | 3,18          | Northeastern University (Hockey East) |
| 33            | Dominique Slongo   | 13. Okt. 1988 | 1             | 0             | 0             | 0             | 8:05          | 0             | 0             | 100,00        | 0,00          | EHC Brandis (1. Division RL)          |

| Offizielle       | Offizielle | Offizielle      | Offizielle    |
| Funktion         | Nat.       | Name            | Geburtsdatum  |
| ---------------- | ---------- | --------------- | ------------- |
| Cheftrainer      | Schweiz    | René Kammerer   | 14. Aug. 1970 |
| Assistenztrainer | Schweiz    | Michael Fischer | 2. Nov. 1971  |
| Assistenztrainer | Schweiz    | Daniel Hüni     | 20. Juli 1966 |

### Slowakei
| Feldspielerinnen | Feldspielerinnen      | Feldspielerinnen | Feldspielerinnen | Feldspielerinnen | Feldspielerinnen | Feldspielerinnen | Feldspielerinnen | Feldspielerinnen | Feldspielerinnen | Feldspielerinnen                                 |
| Nr.              | Name                  | Pos.             | Geburtsdatum     | Sp               | T                | V                | Pkt              | SM               | +/−              | Team                                             |
| ---------------- | --------------------- | ---------------- | ---------------- | ---------------- | ---------------- | ---------------- | ---------------- | ---------------- | ---------------- | ------------------------------------------------ |
| 9                | Petra Babiaková       | D                | 27. Juli 1977    | 5                | 0                | 0                | 0                | 2                | −7               | HC Slovan Bratislava (EWHL)                      |
| 8                | Natalie Babonyová     | F                | 22. Okt. 1983    | 5                | 0                | 1                | 1                | 4                | −5               | Toronto Crush (OWHA)                             |
| 7                | Barbora Brémová       | D                | 24. Juli 1991    | 5                | 0                | 0                | 0                | 4                | −6               | HC Slovan Bratislava (EWHL)                      |
| 21               | Nikoleta Celárová     | F                | 27. Feb. 1983    | 5                | 0                | 0                | 0                | 0                | −5               | HC Slovan Bratislava (EWHL)                      |
| 18               | Janka Čulíková        | F                | 30. Juni 1987    | 5                | 2                | 1                | 3                | 6                | −7               | HK Spišská Nová Ves (Slowak. Meisterschaft)      |
| 3                | Nicol Čupková         | F                | 4. Nov. 1992     | 5                | 1                | 2                | 3                | 0                | −6               | HC Slovan Bratislava (EWHL)                      |
| 14               | Anna Džurňáková – A   | F                | 24. Jan. 1983    | 5                | 1                | 0                | 1                | 2                | −8               | HC Slovan Bratislava (EWHL)                      |
| 22               | Nikola Gápová         | F                | 19. Juni 1989    | 5                | 0                | 0                | 0                | 0                | −2               | HC Slovan Bratislava (EWHL)                      |
| 12               | Maria Herichová       | F                | 12. Juni 1990    | 5                | 0                | 1                | 1                | 0                | −5               | HC Slovan Bratislava (EWHL)                      |
| 13               | Petra Jurčová         | F                | 22. Juni 1987    | 5                | 0                | 1                | 1                | 0                | −9               | HC Slovan Bratislava (EWHL)                      |
| 6                | Jana Kapustová – A    | F                | 11. Aug. 1983    | 4                | 1                | 2                | 3                | 4                | −5               | Tornado Moskowskaja Oblast (Russ. Meisterschaft) |
| 19               | Iveta Karafiátová – C | D                | 14. Mai 1988     | 5                | 0                | 0                | 0                | 6                | −8               | Linköping HC (Riksserien)                        |
| 15               | Michaela Matejová     | D                | 2. März 1986     | 4                | 0                | 0                | 0                | 0                | −10              | SC Reinach (LKA)                                 |
| 10               | Zuzana Moravčíková    | F                | 23. Okt. 1980    | 5                | 0                | 0                | 0                | 0                | −1               | HC Slovan Bratislava (EWHL)                      |
| 4                | Petra Országhová      | D                | 7. Apr. 1981     | 5                | 0                | 0                | 0                | 2                | −10              | HC Slovan Bratislava (EWHL)                      |
| 24               | Petra Pravlíková      | F                | 4. Juni 1985     | 5                | 2                | 0                | 2                | 10               | −9               | Tornado Moskowskaja Oblast (Russ. Meisterschaft) |
| 11               | Edita Raková          | D                | 18. Mai 1978     | 5                | 0                | 0                | 0                | 8                | −3               | HC Slovan Bratislava (EWHL)                      |
| 17               | Martina Veličková     | F                | 17. Feb. 1989    | 5                | 0                | 3                | 3                | 2                | −8               | OSC Berlin (Bundesliga)                          |

| Torhüterinnen | Torhüterinnen    | Torhüterinnen | Torhüterinnen | Torhüterinnen | Torhüterinnen | Torhüterinnen | Torhüterinnen | Torhüterinnen | Torhüterinnen | Torhüterinnen | Torhüterinnen | Torhüterinnen                         |
| Nr.           | Name             | Geburtsdatum  | Sp            | S             | N             | OTN           | Min           | GT            | SO            | Sv%           | GTS           | Team                                  |
| ------------- | ---------------- | ------------- | ------------- | ------------- | ------------- | ------------- | ------------- | ------------- | ------------- | ------------- | ------------- | ------------------------------------- |
| 25            | Jana Budajová    | 16. Nov. 1992 | –             | –             | –             | –             | –             | –             | –             | –             | –             | HK ŠKP Poprad (Slowak. Meisterschaft) |
| 20            | Monika Kvaková   | 15. Dez. 1988 | –             | –             | –             | –             | –             | –             | –             | –             | –             | HC Slovan Bratislava (EWHL)           |
| 1             | Zuzana Tomčíková | 23. Apr. 1988 | 5             | 0             | 5             | 0             | 300:00        | 36            | 0             | 84,68         | 7,20          | Bemidji State University (WCHA)       |

| Offizielle        | Offizielle | Offizielle        | Offizielle    |
| Funktion          | Nat.       | Name              | Geburtsdatum  |
| ----------------- | ---------- | ----------------- | ------------- |
| Cheftrainer       | Slowakei   | Miroslav Karafiát | 30. Dez. 1961 |
| Assistenztrainer  | Slowakei   | Peter Gápa        | 22. Apr. 1967 |
| Assistenztrainer  | Slowakei   | Stanislav Kubuš   | 3. Mai 1963   |
| General Managerin | Slowakei   | Ľubomíra Kožanová | 19. Juli 1975 |

## Gruppe B

### Volksrepublik China
| Feldspielerinnen | Feldspielerinnen | Feldspielerinnen | Feldspielerinnen | Feldspielerinnen | Feldspielerinnen | Feldspielerinnen | Feldspielerinnen | Feldspielerinnen | Feldspielerinnen | Feldspielerinnen              |
| Nr.              | Name             | Pos.             | Geburtsdatum     | Sp               | T                | V                | Pkt              | SM               | +/−              | Team                          |
| ---------------- | ---------------- | ---------------- | ---------------- | ---------------- | ---------------- | ---------------- | ---------------- | ---------------- | ---------------- | ----------------------------- |
| 17               | Cui Shanshan     | F                | 8. Mai 1987      | 5                | 0                | 0                | 0                | 2                | −2               | Harbin (Chin. Meisterschaft)  |
| 29               | Gao Fujin        | F                | 15. Juli 1984    | 5                | 0                | 0                | 0                | 0                | −4               | Harbin (Chin. Meisterschaft)  |
| 11               | Huang Haijing    | F                | 3. Juli 1988     | 5                | 0                | 0                | 0                | 4                | −3               | Harbin (Chin. Meisterschaft)  |
| 22               | Huo Cui          | F                | 13. Sep. 1988    | 5                | 0                | 0                | 0                | 0                | −2               | Harbin (Chin. Meisterschaft)  |
| 21               | Jiang Na         | D                | 18. Okt. 1988    | 5                | 0                | 1                | 1                | 4                | −4               | Harbin (Chin. Meisterschaft)  |
| 12               | Jin Fengling – A | F                | 20. Nov. 1982    | 5                | 2                | 1                | 3                | 4                | −5               | Harbin (Chin. Meisterschaft)  |
| 6                | Liu Zhixin       | D                | 25. Apr. 1993    | 5                | 0                | 0                | 0                | 4                | −3               | Qiqihar (Chin. Meisterschaft) |
| 5                | Lou Yue          | D                | 22. Apr. 1987    | 5                | 0                | 0                | 0                | 2                | −1               | Harbin (Chin. Meisterschaft)  |
| 16               | Ma Rui           | F                | 29. März 1989    | 5                | 0                | 1                | 1                | 4                | −5               | Harbin (Chin. Meisterschaft)  |
| 55               | Qi Xueting       | D                | 7. Nov. 1986     | 5                | 0                | 0                | 0                | 6                | −6               | Harbin (Chin. Meisterschaft)  |
| 14               | Sun Rui – A      | F                | 14. Mai 1982     | 5                | 1                | 2                | 3                | 0                | −8               | Harbin (Chin. Meisterschaft)  |
| 26               | Tan Anqi         | D                | 10. Juni 1986    | 5                | 0                | 0                | 0                | 4                | −2               | Harbin (Chin. Meisterschaft)  |
| 24               | Tang Liang       | F                | 26. Aug. 1985    | 5                | 0                | 0                | 0                | 0                | −5               | Harbin (Chin. Meisterschaft)  |
| 19               | Wang Linuo – C   | F                | 28. Aug. 1979    | 5                | 3                | 0                | 3                | 4                | −1               | Harbin (Chin. Meisterschaft)  |
| 2                | Yu Baiwei        | D                | 17. Juli 1988    | 5                | 0                | 1                | 1                | 2                | −3               | Harbin (Chin. Meisterschaft)  |
| 10               | Zhang Ben        | F                | 22. Juli 1985    | 5                | 0                | 1                | 1                | 2                | −3               | Harbin (Chin. Meisterschaft)  |
| 7                | Zhang Mengying   | F                | 22. Dez. 1993    | 5                | 0                | 0                | 0                | 0                | ±0               | Qiqihar (Chin. Meisterschaft) |
| 66               | Zhang Shuang     | D                | 7. März 1987     | 5                | 0                | 1                | 1                | 4                | −7               | Harbin (Chin. Meisterschaft)  |

| Torhüterinnen | Torhüterinnen | Torhüterinnen | Torhüterinnen | Torhüterinnen | Torhüterinnen | Torhüterinnen | Torhüterinnen | Torhüterinnen | Torhüterinnen | Torhüterinnen | Torhüterinnen | Torhüterinnen                 |
| Nr.           | Name          | Geburtsdatum  | Sp            | S             | N             | OTN           | Min           | GT            | SO            | Sv%           | GTS           | Team                          |
| ------------- | ------------- | ------------- | ------------- | ------------- | ------------- | ------------- | ------------- | ------------- | ------------- | ------------- | ------------- | ----------------------------- |
| 1             | Han Danni     | 9. Jan. 1991  | –             | –             |               | –             | –             | –             | –             | –             | –             | Qiqihar (Chin. Meisterschaft) |
| 88            | Jia Dandan    | 5. Mai 1982   | 1             | 0             | 0             | 0             | 52:07         | 4             | 0             | 90,70         | 4,61          | Harbin (Chin. Meisterschaft)  |
| 30            | Shi Yao       | 13. Jan. 1987 | 5             | 1             | 4             | 0             | 247:53        | 19            | 0             | 88,82         | 4,60          | Harbin (Chin. Meisterschaft)  |

| Offizielle        | Offizielle          | Offizielle     | Offizielle    |
| Funktion          | Nat.                | Name           | Geburtsdatum  |
| ----------------- | ------------------- | -------------- | ------------- |
| Cheftrainer       | Finnland            | Hannu Saintula | 4. Aug. 1957  |
| Assistenztrainer  | China Volksrepublik | Wang Fuquan    | 20. Juli 1957 |
| Assistenztrainer  | China Volksrepublik | Zhang Zhinan   | 12. Aug. 1963 |
| Mannschaftsführer | China Volksrepublik | Yu Tiande      | 25. Apr. 1959 |

### Finnland
| Feldspielerinnen | Feldspielerinnen     | Feldspielerinnen | Feldspielerinnen | Feldspielerinnen | Feldspielerinnen | Feldspielerinnen | Feldspielerinnen | Feldspielerinnen | Feldspielerinnen | Feldspielerinnen                            |
| Nr.              | Name                 | Pos.             | Geburtsdatum     | Sp               | T                | V                | Pkt              | SM               | +/−              | Team                                        |
| ---------------- | -------------------- | ---------------- | ---------------- | ---------------- | ---------------- | ---------------- | ---------------- | ---------------- | ---------------- | ------------------------------------------- |
| 27               | Anne Helin           | F                | 28. Jan. 1987    | 5                | 0                | 0                | 0                | 0                | −4               | Oulun Kärpät (Naisten SM-sarja)             |
| 6                | Jenni Hiirikoski – A | D                | 30. März 1987    | 5                | 0                | 2                | 2                | 4                | −1               | Tampereen Ilves (Naisten SM-sarja)          |
| 9                | Venla Hovi           | F                | 28. Okt. 1987    | 5                | 2                | 0                | 2                | 2                | +1               | Tampereen Ilves (Naisten SM-sarja)          |
| 21               | Michelle Karvinen    | F                | 27. März 1990    | 5                | 1                | 2                | 3                | 4                | +1               | Rødovre SIK II (1. division)                |
| 3                | Emma Laaksonen – C   | D                | 17. Dez. 1981    | 5                | 0                | 0                | 0                | 2                | −2               | Espoo Blues (Naisten SM-sarja)              |
| 4                | Rosa Lindstedt       | D                | 24. Jan. 1988    | 5                | 0                | 1                | 1                | 10               | −2               | Tampereen Ilves (Naisten SM-sarja)          |
| 19               | Terhi Mertanen       | D                | 4. Apr. 1981     | 5                | 0                | 0                | 0                | 6                | ±0               | Espoo Blues (Naisten SM-sarja)              |
| 26               | Heidi Pelttari       | D                | 2. Aug. 1985     | 5                | 1                | 2                | 3                | 4                | −4               | Tampereen Ilves (Naisten SM-sarja)          |
| 5                | Mariia Posa          | D                | 21. Feb. 1988    | 5                | 0                | 0                | 0                | 2                | −3               | University of Minnesota Duluth (WCHA)       |
| 11               | Annina Rajahuhta     | F                | 8. März 1989     | 5                | 0                | 0                | 0                | 0                | −2               | Tampereen Ilves (Naisten SM-sarja)          |
| 29               | Karoliina Rantamäki  | F                | 23. Feb. 1978    | 5                | 2                | 1                | 3                | 4                | −1               | SKIF Nischni Nowgorod (Russ. Meisterschaft) |
| 12               | Mari Saarinen        | F                | 30. Juli 1981    | 5                | 0                | 1                | 1                | 2                | +2               | Tampereen Ilves (Naisten SM-sarja)          |
| 20               | Saija Sirviö         | D                | 29. Dez. 1982    | 5                | 1                | 0                | 1                | 4                | +2               | Oulun Kärpät (Naisten SM-sarja)             |
| 23               | Nina Tikkinen        | F                | 6. Feb. 1987     | 5                | 2                | 0                | 2                | 0                | −3               | Minnesota State University, Mankato (WCHA)  |
| 15               | Minnamari Tuominen   | F                | 26. Juni 1990    | 5                | 0                | 0                | 0                | 0                | ±0               | Ohio State University (WCHA)                |
| 22               | Saara Tuominen – A   | F                | 1. Jan. 1986     | 5                | 0                | 2                | 2                | 2                | −2               | University of Minnesota Duluth (WCHA)       |
| 13               | Linda Välimäki       | F                | 31. Mai 1990     | 5                | 0                | 2                | 2                | 4                | −1               | Tampereen Ilves (Naisten SM-sarja)          |
| 8                | Marjo Voutilainen    | F                | 22. März 1981    | 5                | 1                | 0                | 1                | 4                | −3               | Espoo Blues (Naisten SM-sarja)              |

| Torhüterinnen | Torhüterinnen  | Torhüterinnen | Torhüterinnen | Torhüterinnen | Torhüterinnen | Torhüterinnen | Torhüterinnen | Torhüterinnen | Torhüterinnen | Torhüterinnen | Torhüterinnen | Torhüterinnen                   |
| Nr.           | Name           | Geburtsdatum  | Sp            | S             | N             | OTN           | Min           | GT            | SO            | Sv%           | GTS           | Team                            |
| ------------- | -------------- | ------------- | ------------- | ------------- | ------------- | ------------- | ------------- | ------------- | ------------- | ------------- | ------------- | ------------------------------- |
| 1             | Mira Kuisma    | 6. Mai 1987   | –             | –             | –             | –             | –             | –             | –             | –             | –             | Oulun Kärpät (Naisten SM-sarja) |
| 31            | Noora Räty     | 29. Mai 1989  | 5             | 3             | 2             | 0             | 302:33        | 15            | 0             | 88,37         | 2,97          | University of Minnesota (WCHA)  |
| 30            | Anna Vanhatalo | 29. Feb. 1984 | –             | –             | –             | –             | –             | –             | –             | –             | –             | Espoo Blues (Naisten SM-sarja)  |

| Offizielle          | Offizielle | Offizielle         | Offizielle    |
| Funktion            | Nat.       | Name               | Geburtsdatum  |
| ------------------- | ---------- | ------------------ | ------------- |
| Cheftrainer         | Finnland   | Pekka Hämäläinen   | 19. Juli 1953 |
| Assistenztrainer    | Finnland   | Jari Risku         | 11. Feb. 1966 |
| Mannschaftsführerin | Finnland   | Marianne Ihalainen | 22. Feb. 1967 |

### Russland
| Feldspielerinnen | Feldspielerinnen          | Feldspielerinnen | Feldspielerinnen | Feldspielerinnen | Feldspielerinnen | Feldspielerinnen | Feldspielerinnen | Feldspielerinnen | Feldspielerinnen | Feldspielerinnen                                    |
| Nr.              | Name                      | Pos.             | Geburtsdatum     | Sp               | T                | V                | Pkt              | SM               | +/−              | Team                                                |
| ---------------- | ------------------------- | ---------------- | ---------------- | ---------------- | ---------------- | ---------------- | ---------------- | ---------------- | ---------------- | --------------------------------------------------- |
| 91               | Jekaterina Ananjina       | F                | 13. Juni 1991    | 5                | 0                | 0                | 0                | 0                | ±0               | Spartak-Merkuri Jekaterinburg (Russ. Meisterschaft) |
| 23               | Tatjana Burina            | F                | 20. März 1980    | 5                | 1                | 2                | 3                | 4                | −3               | Tornado Moskowskaja Oblast (Russ. Meisterschaft)    |
| 4                | Aljona Chomitsch          | D                | 26. Feb. 1981    | 5                | 0                | 1                | 1                | 0                | −1               | SKIF Nischni Nowgorod (Russ. Meisterschaft)         |
| 22               | Julija Deulina            | F                | 14. Apr. 1984    | 5                | 0                | 0                | 0                | 0                | −2               | SKIF Nischni Nowgorod (Russ. Meisterschaft)         |
| 95               | Inna Djubanok             | D                | 20. Feb. 1990    | 5                | 0                | 1                | 1                | 4                | −2               | Tornado Moskowskaja Oblast (Russ. Meisterschaft)    |
| 8                | Ija Gawrilowa – A         | F                | 3. Sep. 1987     | 5                | 2                | 0                | 2                | 6                | −2               | Tornado Moskowskaja Oblast (Russ. Meisterschaft)    |
| 44               | Alexandra Kapustina       | D                | 7. Apr. 1984     | 5                | 0                | 2                | 2                | 2                | −1               | SKIF Nischni Nowgorod (Russ. Meisterschaft)         |
| 25               | Jekaterina Lebedewa       | F                | 14. Sep. 1989    | 5                | 0                | 1                | 1                | 2                | −4               | Spartak-Merkuri Jekaterinburg (Russ. Meisterschaft) |
| 15               | Olga Permjakowa – A       | D                | 12. Apr. 1982    | 4                | 0                | 2                | 2                | 10               | −4               | Tornado Moskowskaja Oblast (Russ. Meisterschaft)    |
| 13               | Kristina Petrowskaja      | D                | 3. Juni 1980     | 5                | 0                | 0                | 0                | 4                | −3               | Tornado Moskowskaja Oblast (Russ. Meisterschaft)    |
| 26               | Soja Polunina             | D                | 12. Juni 1991    | 5                | 0                | 0                | 0                | 0                | +1               | Tornado Moskowskaja Oblast (Russ. Meisterschaft)    |
| 11               | Marina Sergina            | F                | 2. März 1986     | 5                | 1                | 2                | 3                | 8                | −1               | Tornado Moskowskaja Oblast (Russ. Meisterschaft)    |
| 17               | Jekaterina Smolenzewa – C | F                | 15. Sep. 1981    | 5                | 1                | 1                | 2                | 10               | −3               | Tornado Moskowskaja Oblast (Russ. Meisterschaft)    |
| 7                | Olga Sossina              | F                | 27. Juli 1992    | 5                | 0                | 0                | 0                | 2                | −1               | SKIF Nischni Nowgorod (Russ. Meisterschaft)         |
| 29               | Tatjana Sotnikowa         | F                | 20. Jan. 1981    | 5                | 1                | 0                | 1                | 2                | −3               | SKIF Nischni Nowgorod (Russ. Meisterschaft)         |
| 28               | Swetlana Terentjewa       | F                | 25. Sep. 1983    | 5                | 1                | 0                | 1                | 2                | −2               | SKIF Nischni Nowgorod (Russ. Meisterschaft)         |
| 34               | Swetlana Tkatschowa       | D                | 3. Nov. 1984     | 5                | 0                | 0                | 0                | 2                | −5               | SKIF Nischni Nowgorod (Russ. Meisterschaft)         |
| 9                | Alexandra Wafina          | F                | 28. Juli 1990    | 5                | 1                | 0                | 1                | 2                | −4               | Fakel Tscheljabinsk (Russ. Meisterschaft)           |

| Torhüterinnen | Torhüterinnen       | Torhüterinnen | Torhüterinnen | Torhüterinnen | Torhüterinnen | Torhüterinnen | Torhüterinnen | Torhüterinnen | Torhüterinnen | Torhüterinnen | Torhüterinnen | Torhüterinnen                                    |
| Nr.           | Name                | Geburtsdatum  | Sp            | S             | N             | OTN           | Min           | GT            | SO            | Sv%           | GTS           | Team                                             |
| ------------- | ------------------- | ------------- | ------------- | ------------- | ------------- | ------------- | ------------- | ------------- | ------------- | ------------- | ------------- | ------------------------------------------------ |
| 20            | Irina Gaschennikowa | 11. Mai 1975  | 4             | 2             | 1             | 1             | 250:00        | 10            | 0             | 90,20         | 2,40          | Tornado Moskowskaja Oblast (Russ. Meisterschaft) |
| 30            | Marija Onolbajewa   | 25. Dez. 1978 | 1             | 0             | 0             | 0             | 29:00         | 3             | 0             | 62,50         | 6,21          | Fakel Tscheljabinsk (Russ. Meisterschaft)        |
| 1             | Anna Prugowa        | 20. Nov. 1993 | 1             | 0             | 1             | 0             | 31:00         | 10            | 0             | 61,54         | 19,35         | Tornado Moskowskaja Oblast (Russ. Meisterschaft) |

| Offizielle        | Offizielle | Offizielle          | Offizielle    |
| Funktion          | Nat.       | Name                | Geburtsdatum  |
| ----------------- | ---------- | ------------------- | ------------- |
| Cheftrainer       | Russland   | Walentin Gurejew    | 12. März 1946 |
| Assistenztrainer  | Russland   | Alexei Tschistjakow | 7. Apr. 1968  |
| Mannschaftsführer | Russland   | Nikolai Urjupin     | 12. Aug. 1958 |

### Vereinigte Staaten
| Feldspielerinnen | Feldspielerinnen       | Feldspielerinnen | Feldspielerinnen | Feldspielerinnen | Feldspielerinnen | Feldspielerinnen | Feldspielerinnen | Feldspielerinnen | Feldspielerinnen | Feldspielerinnen                       |
| Nr.              | Name                   | Pos.             | Geburtsdatum     | Sp               | T                | V                | Pkt              | SM               | +/−              | Team                                   |
| ---------------- | ---------------------- | ---------------- | ---------------- | ---------------- | ---------------- | ---------------- | ---------------- | ---------------- | ---------------- | -------------------------------------- |
| 22               | Kacey Bellamy          | D                | 22. Apr. 1987    | 5                | 0                | 1                | 1                | 4                | +7               | USA Hockey                             |
| 8                | Caitlin Cahow          | D                | 20. Mai 1985     | 5                | 2                | 2                | 4                | 10               | +5               | Harvard University (ECAC)              |
| 11               | Lisa Chesson           | D                | 18. Aug. 1986    | 5                | 2                | 3                | 5                | 2                | +12              | USA Hockey                             |
| 13               | Julie Chu – A          | F                | 13. März 1982    | 5                | 2                | 4                | 6                | 0                | +5               | USA Hockey                             |
| 20               | Natalie Darwitz – C    | F                | 13. Okt. 1983    | 5                | 4                | 7                | 11               | 0                | +6               | USA Hockey                             |
| 10               | Meghan Duggan          | F                | 3. Sep. 1987     | 5                | 4                | 0                | 4                | 2                | +4               | University of Wisconsin–Madison (WCHA) |
| 9                | Molly Engstrom         | D                | 1. März 1983     | 5                | 3                | 4                | 7                | 6                | +13              | Brampton Thunder (CWHL)                |
| 21               | Hilary Knight          | F                | 12. Juli 1989    | 5                | 1                | 7                | 8                | 0                | +8               | University of Wisconsin–Madison (WCHA) |
| 17               | Jocelyne Lamoureux     | F                | 3. Juli 1989     | 5                | 2                | 4                | 6                | 0                | +10              | University of North Dakota (WCHA)      |
| 7                | Monique Lamoureux      | F                | 3. Juli 1989     | 5                | 4                | 6                | 10               | 2                | +7               | University of North Dakota (WCHA)      |
| 2                | Erika Lawler           | F                | 5. Feb. 1987     | 4                | 0                | 2                | 2                | 0                | +5               | USA Hockey                             |
| 19               | Gigi Marvin            | F                | 7. März 1987     | 5                | 0                | 3                | 3                | 2                | +6               | USA Hockey                             |
| 12               | Jenny Potter – A       | F                | 12. Jan. 1979    | 5                | 6                | 5                | 11               | 2                | +8               | Minnesota Whitecaps (WWHL)             |
| 4                | Angela Ruggiero        | D                | 3. Jan. 1980     | 5                | 3                | 2                | 5                | 6                | +7               | Minnesota Whitecaps (WWHL)             |
| 16               | Kelli Stack            | F                | 13. Jan. 1988    | 5                | 3                | 5                | 8                | 2                | +4               | Boston College (Hockey East)           |
| 5                | Karen Thatcher         | F                | 29. Feb. 1984    | 5                | 3                | 3                | 6                | 2                | +8               | USA Hockey                             |
| 23               | Kerry Weiland          | D                | 18. Okt. 1980    | 5                | 1                | 1                | 2                | 4                | +6               | USA Hockey                             |
| 27               | Jinelle Zaugg-Siergiej | F                | 27. März 1986    | 5                | 0                | 0                | 0                | 4                | +3               | USA Hockey                             |

| Torhüterinnen | Torhüterinnen      | Torhüterinnen | Torhüterinnen | Torhüterinnen | Torhüterinnen | Torhüterinnen | Torhüterinnen | Torhüterinnen | Torhüterinnen | Torhüterinnen | Torhüterinnen | Torhüterinnen                |
| Nr.           | Name               | Geburtsdatum  | Sp            | S             | N             | OTN           | Min           | GT            | SO            | Sv%           | GTS           | Team                         |
| ------------- | ------------------ | ------------- | ------------- | ------------- | ------------- | ------------- | ------------- | ------------- | ------------- | ------------- | ------------- | ---------------------------- |
| 29            | Brianne McLaughlin | 20. Juni 1987 | 1             | 0             | 0             | 0             | 8:00          | 1             | 0             | 50,00         | 7,50          | USA Hockey                   |
| 1             | Molly Schaus       | 29. Juli 1988 | 1             | 1             | 0             | 0             | 52:00         | 0             | 0             | 100,00        | 0,00          | Boston College (Hockey East) |
| 31            | Jessie Vetter      | 19. Dez. 1985 | 4             | 3             | 1             | 0             | 239:50        | 3             | 2             | 95,77         | 0,75          | USA Hockey                   |

| Offizielle         | Offizielle         | Offizielle   | Offizielle    |
| Funktion           | Nat.               | Name         | Geburtsdatum  |
| ------------------ | ------------------ | ------------ | ------------- |
| Cheftrainer        | Vereinigte Staaten | Mark Johnson | 22. Sep. 1957 |
| Assistenztrainer   | Vereinigte Staaten | Dave Flint   | 17. Aug. 1971 |
| Assistenztrainerin | Vereinigte Staaten | Jodi McKenna | 5. Apr. 1976  |